# Parallax (bedrijf)
Parallax, Inc. is een onderneming in Rocklin, Californië in de Verenigde Staten. 
Parallax, Inc. ontwerpt, fabriceert en verkoopt onder andere de BASIC Stamp microcontrollers en -accessoires (zoals lcd's, sensors, RF-modules etc.), educatieve robotkits en ander educatief materiaal. Ook verkoopt Parallax, Inc. de SX-lijn van microcontrollers en de Parallax Propeller met 8 CPU-kernen.
Het bedrijf is opgericht in 1988 en fabriceerde in eerste instantie producten zoals de ISEPIC, TopRAM, en het eerste onafhankelijk van Microchip ontwikkelde PIC-programmeerapparaat. In 1992 brachten ze de microcontrollermodule "BASIC-Stamp 1" op de markt. Deze module kreeg die naam omdat hij ongeveer de maat van een postzegel (in het Engels een "postage stamp") had. Het bijzondere aan deze microcontrollermodule was dat hij geprogrammeerd kon worden in PBASIC. De BASIC-stamp had krachtige I/O-commando's en werd daardoor al snel populair bij elektronicahobbyisten, omdat het daardoor heel makkelijk was om de module op andere elektronische componenten aan te sluiten. In 1995 kwam de BASIC-Stamp 2 uit. Ondertussen is het aantal gebruikers van de BASIC-stamp sterk gediversifieerd, van wetenschappers en hobbyisten tot ingenieurs en ondernemers. Al in 2002 waren er al meer dan drie miljoen BASIC-stamp-microcontrollers in gebruik, overal ter wereld.
In 1997 startte Parallax het "Stamps in Class"-programma, om aan jongeren vanaf 14 jaar die in elektronica geïnteresseerd waren educatief lesmateriaal aan te kunnen bieden. Dit lesmateriaal was bedoeld om aan leraren en leerlingen de beginselen van het gebruik van de BASIC-Stamp microcontroller hard- en software uit te kunnen leggen zonder daarvoor een grote financiële investering te hoeven doen. Een ander educatief product is de Board of Education, 'Boe-Bot', een simpele maar veelzijdige rollende robot met een BASIC-Stamp brein.
In 1998 vormde Parallax, Inc. een partnerschap met Ubicom (eerder Scenix Semiconductor genaamd) om hard- en softwaretools en een implementatie van PBASIC te ontwikkelen voor Ubicoms nieuwe Parallax SX microcontrollers. De oprichter van het bedrijf, Chip Gracey, ontwierp de SX-Key, een stukje hardware om het programmeren van Ubicoms SX-chips eenvoudig en goedkoop te maken. In 2005 nam Parallax het verpakken van de chips over van Ubicom. Hierbij werden wel de 18- en de 52-pins versies van de SX-chip uit de markt genomen omdat Parallax daarvoor geen verpakking had. 
In 2006, na acht jaar ontwikkelingstijd, bracht Parallax de Parallax Propeller uit. Deze heeft een multikernprocessor met acht 32-bits processorkernen die "COGs" genoemd worden en die worden beheerd door een buscontroller die "the Hub" genoemd wordt. Deze chip is bedoeld voor real-time simultaneous multiprocessing en kan geprogrammeerd worden in assembler of in de eigen geïnterpreteerde programmeertaal SPIN. Er is een softwarebibliotheek beschikbaar voor een groot aantal I/O-apparaten, (die traditioneel in microcontrollers met extra hardware geïmplementeerd worden) die als softwaremodules uitgevoerd kunnen worden die deze I/O-apparaten emuleren. Apparaten zoals UARTs, en I2C interfaces kunnen zo gecreëerd worden en het is mogelijk om een videodisplaycontroller volledig in software te emuleren. Hierbij is het direct genereren van een VHF RF-televisiesignaal (inclusief het audiosignaal) mogelijk. Daardoor is een HF-modulator onnodig. Maar ook de opwekking van een PAL-videosignaal voor een scart-ingang, of een kwalitatief hoogwaardig VGA-signaal is mogelijk.